# Scala (Eindhoven)
Scala was het cultureel studentencentrum in Eindhoven en verleende onderdak aan diverse culturele studentenverenigingen.
In Scala werd gedanst door studentendansvereniging Footloose, gemusiceerd door Eindhovens Studenten Muziek Gezelschap Quadrivium en Bigband Studentenproof en er werd toneel gespeeld door studententoneelvereniging E.S.T.V. Doppio. Ten slotte werd het centrum gebruikt door studentenfoto-en-filmvereniging Dekate Mousa.

## Geschiedenis

### Ontstaan
Scala bevond zich in een vleugel van de voormalige scholengemeenschap Augustinianum dat aan de Kanaalstraat gevestigd is. Het is niet bekend wanneer het gebouwd is. In vroegere tijden werd het gebouw ook voor andere doeleinden gebruikt, waaronder als klooster. Ook werd in het gebouw een brief van een Engelse soldaat gevonden die erop wijst dat het gebouw in de Tweede Wereldoorlog als onderduikadres heeft gediend. In 1959 is de Scholengemeenschap Augustinianum verhuisd naar zijn huidige locatie aan de Geldropseweg te Eindhoven. In 1996 zijn de cultuurverenigingen Scala gaan gebruiken voor hun activiteiten, onder het initiatief van de voormalige Stichting Studentenvoorzieningen Eindhoven.

### Einde van Scala
Op 27 september 2007 werd een afscheidsfeestje door de cultuurverenigingen georganiseerd, omdat ze gingen verhuizen naar De Bunker, het nieuwe onderkomen. Het feestje ontaardde in vandalisme. De dronken schuldigen hulden zich in de anonimiteit van de aanwezige menigte. Het gebouw was gehuurd van de gemeente Eindhoven.